# Cesare Campa
Cesare Campa (Murano, 8 marzo 1943) è un politico italiano.
Si è laureato in Lettere ala Sapienza - Università di Roma da studente lavoratore, ed è stato in seguito inserito, iniziando da apprendista, nell'azienda familiare di commercio mobili ed elettrodomestici.
Sposato con Vilma e padre di Alvise e Giovanna, è stato presidente dell'Associazione Calcio Chirignago, e ha iniziato a fare politica nelle file della Democrazia Cristiana.
Nel 1995 è eletto consigliere regionale per Forza Italia nella Provincia di Venezia, riconfermato nel 2000.
In occasione delle elezioni amministrative del 2005, si candida a sindaco con il sostegno di Forza Italia e dell'UDC, ma non riesce ad accedere al ballottaggio, piazzandosi al terzo posto con il 20% dei voti.
Si ricandida nel 2010 per il PdL in sostegno della candidatura a sindaco di Venezia del Ministro della P.A. Renato Brunetta, che viene battuto. Sarà consigliere di opposizione e capogruppo del PdL prima e di Forza Italia poi.